# 一陽斎蝶一
一陽斎 蝶一（いちようさい ちょういち、1927年5月20日 - 2018年1月24日）は、日本の奇術師である。本名、湯浅 加爽(ゆあさ かぞう)。
大阪府大阪市生まれ。吉本興業所属。

## 来歴・人物
戦後の在学中より木村マリニーに師事していたが1953年に兄弟子の保田春雄のドラゴン魔術団入り、1955年からは3代目一陽斎正一の門下になった。イリュージョンを中心とした舞台構成の中にコミカルさを取り入れたマジックが定番。舞台上での失敗談は読売テレビの人気深夜番組として放送された「鶴瓶・上岡パペポTV」で暴露されて以来、一部の者の間で語り草となっている。
奇術師は副業であり、本業はケーキ屋の社長。晩年は高齢のため芸能活動が減っていた。奇術師として弟子には元松竹芸能所属のミッチー純がいる。
2018年1月24日、低酸素血症のため死去。90歳没。

## エピソード
七色の鳩事件
- 結婚披露宴の余興に呼ばれた際に、色鮮やかさを演出しようとして、タネである鳩に色彩スプレーを吹きつけて衣装の中に仕込んでいた。しかし本番になっていざ鳩を飛び立たせようとした瞬間、スプレーで羽が固まった色つきの鳩が衣装の中からボトボト落下するだけという無残な光景をさらしてしまった。ただし、このエピソードは話す人や場所によって「鳩が窒息死していた」などと変化している場合もあるため、鳩の生死については定かではない。また、ワンダー天勝にも同様の話があり、天勝の胸で圧死した、という話もある。

カツラ炎上事件
- 舞台中に火を使用するマジックを披露した直後、蝶一の頭につけていたカツラに火が燃え移ってしまった。それに気づいた後見人が蝶一の頭を指差して「先生、頭、頭!」と叫んだが、蝶一は、「人の気にしてることを言うな!」と怒鳴り返したという。

ちなみに、その後見人は、アルバイトの求人広告で募集して採用するという、通常では考えられない方法で採用された人であった。
その他
- ダウンタウンの浜田雅功が楽屋で仮眠中、蝶一の小道具の鳩の鳴き声に腹を立て、同じく小道具の剣で突き刺した。